# Erhaltungsgrade von Münzen

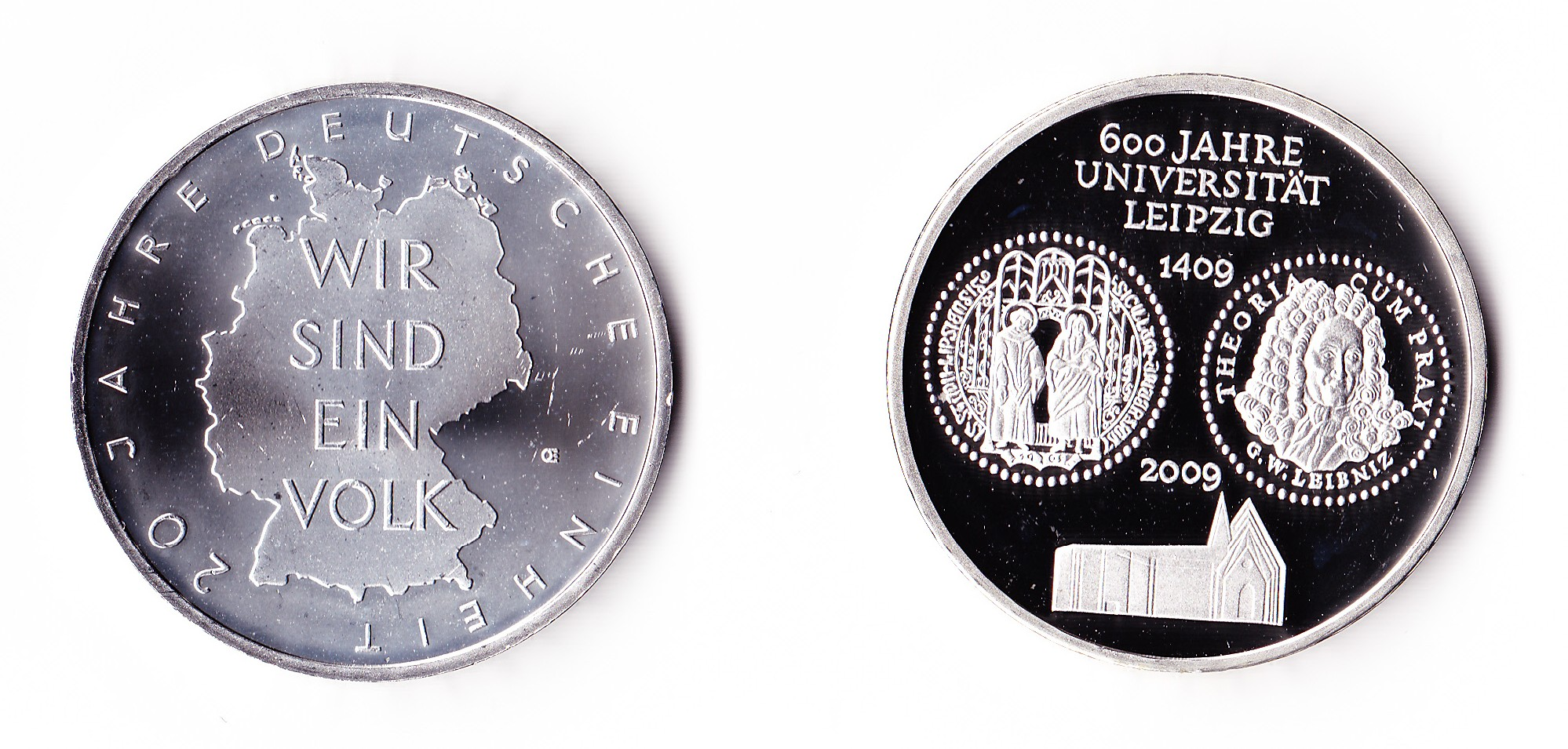
10-Euro-Gedenkmünzen, links Stempelglanz, rechts Spiegelglanz

Der Erhaltungsgrad einer Münze gibt an, wie stark eine Münze durch Umlauf (und sonstigen Umgang mit ihr) abgenutzt ist. Münzensammler bevorzugen Münzen mit hohem Erhaltungsgrad, d. h. geringen oder keinen Umlaufspuren. Deshalb hat der Erhaltungsgrad einen starken Einfluss auf den Sammlerwert einer Münze.
In diesem Artikel werden auch die beiden als „Polierte Platte“ und „Spiegelglanz“ bezeichneten Herstellungsverfahren behandelt, die oft als Erhaltungsgrade angesehen werden.
Für den Erhaltungsgrad existiert eine Skala mit definierten Abstufungen, welche in Worten (unzirkuliert, sehr schön, gering erhalten etc.) oder mit Abkürzungen (unz, ss, ge etc.) angegeben werden. Oft werden Zwischenstufen verwendet (–ss = fast sehr schön, ss+ = etwas besser als sehr schön, ss-vz = sehr schön bis vorzüglich). 
Während es in Europa keine zentrale Organisation gibt, welche die Bewertungsskala festlegt, existieren in den USA mehrere private Unternehmen, wie die Numismatic Guarantee Corporation (NGC) und der Professional Coin Grading Service (PCGS), welche die Bestimmung des Erhaltungsgrades als Dienstleistung anbieten und wegen ihrer Bedeutung einen normativen Charakter haben. Unabhängig davon, wie strikt die Bewertung definiert ist, enthält sie immer eine subjektive Komponente, da sie nicht gemessen werden kann, sondern „von Auge“ geschätzt werden muss.
Die Bezeichnungen der geringeren Erhaltungsgrade („sehr gut“) sind euphemistisch geprägt, um den Handel mit entsprechenden Münzen nicht zu behindern.

## Erhaltungsmerkmale außerhalb der Skala

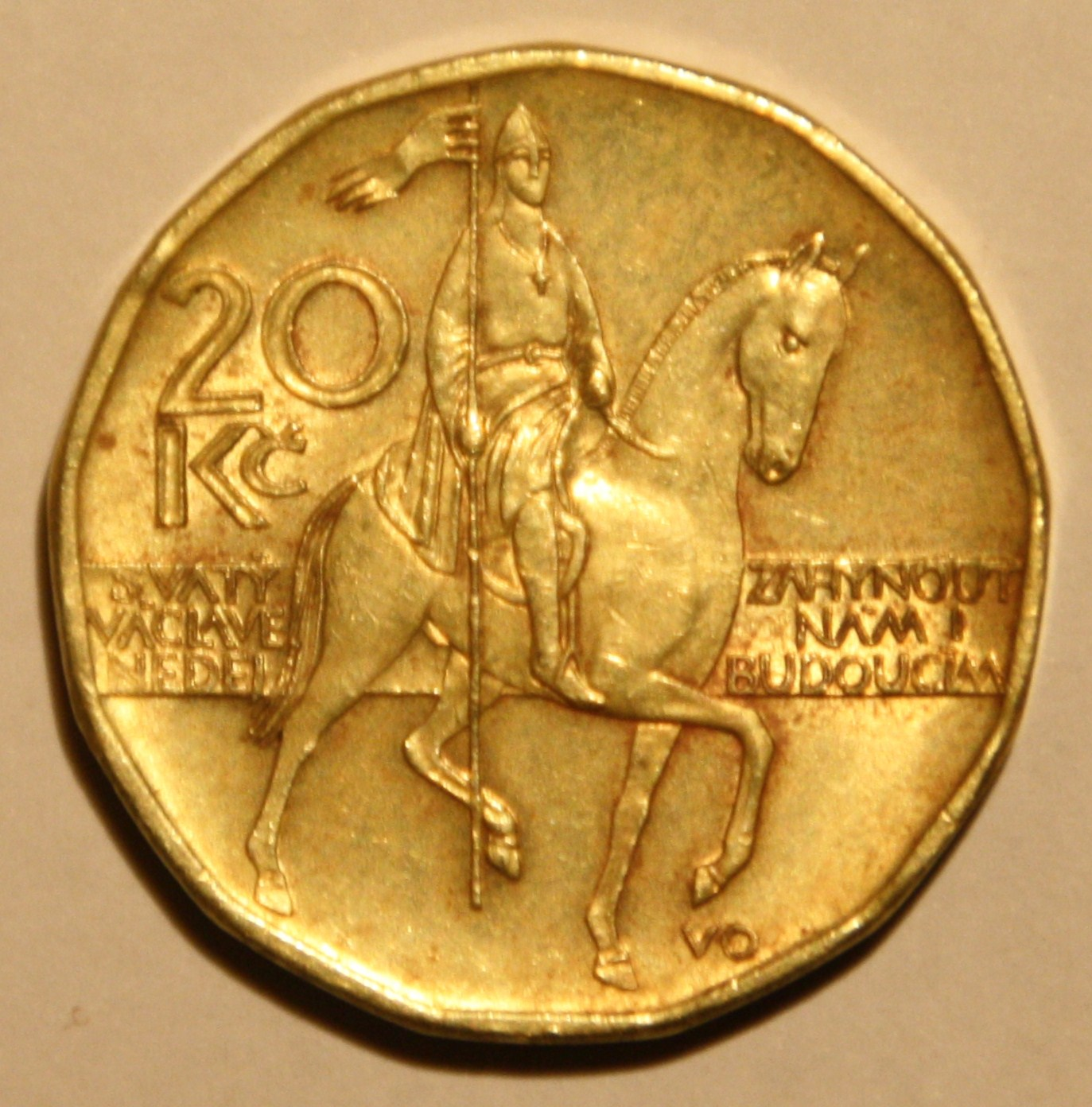
Ein 20-Kronen-Stück aus Tschechien mit Katzenglanz nach der Behandlung in einem Messing-Tauchbad

Nicht nur die Abnutzung, sondern auch andere Arten der Beschädigung haben einen Einfluss auf den Sammlerwert einer Münze. Falls die Beschädigung typisch für die Erhaltung ist (z. B. kleinere Kratzer bei den tieferen Graden), kann sie als Teil des Erhaltungsgrades angesehen werden. Andernfalls muss sie gesondert angegeben werden (z. B. „vorzüglich mit kleinem Randschaden“ oder „mit Loch, sonst sehr schön“).
In keinem Fall kann der Erhaltungsgrad durch Eingriffe (Reinigung oder Restaurierung) verbessert werden. Typische Restaurierungsmaßnahmen sind das Stopfen eines Lochs oder das Entfernen einer Trageöse bei Münzen, die als Anhänger verwendet wurden. Die von einer Öse zurückgelassene Spur wird „Henkelspur“ genannt. War das Stück auf einer Brosche aufgebracht, so spricht man von einer Broschierspur, die sich meist in Form von zwei oder drei Fehlern am Rand einer Seite der Münze äußert. Eine Fassungsspur entsteht, wenn die Münze in einem Anhänger gefasst war, wobei Schäden an mehreren kleinen Punkten des Randes zurückbleiben oder der Rand sogar als ganzes in Mitleidenschaft gezogen wurde. Auf solche Bearbeitungen muss bei der korrekten Beschreibung der Münze hingewiesen werden.
Manchmal werden Münzen aufpoliert oder durch Reinigung die Patina entfernt. Der Glanz, der dadurch entsteht, wird „Katzenglanz“ genannt. Er unterscheidet sich optisch deutlich vom Prägeglanz (Katzenglanz ist stumpf, fleckig und zeigt Lichtstreuung durch zahlreiche Kratzer, zudem sind meist die Profiltiefen und feine Rillen noch oxidiert – siehe Bild) und wirkt sich stark wertmindernd aus. Diese Stücke werden als „gereinigt“ bezeichnet, ging die Reinigung auch mit Profilschäden etwa durch feine Kratzer einher, so spricht man von einem „beriebenen“ Stück.

## Tabellen der Herstellungsverfahren und Erhaltungsgrade

### Besondere Herstellungsverfahren
| Bezeichnung     | Abkürzung | Englisch / international | Beschreibung |
| --------------- | --------- | ------------------------ | --- |
| Polierte Platte | PP        | Proof (PR, PF)           | Keine Erhaltung, sondern ein Herstellungsverfahren. Diese Münzen werden aus polierten Ronden (Rohlingen) mit speziell polierten Stempeln mehrfach und oft mit höherem Druck geprägt. Die Fläche (Münzgrund) erscheint stark reflektierend und sehr glatt, die Erhebungen (Motiv) hingegen matt. |
| Spiegelglanz    | sp, spgl. | Proof like (PL)          | Ebenfalls ein Herstellungsverfahren, etwas weniger aufwändig als Polierte Platte. Es werden bei der Prägung zwar polierte Stempel verwendet, aber keine polierten Rohlinge. Fläche (Münzgrund) und Erhebungen (Motiv) haben einen spiegelnden Glanz, die Fläche ist aber nicht so glatt wie beim Herstellungsverfahren Polierte Platte. Im Gegensatz dazu sind Fläche (Münzgrund) und Erhebungen (Motiv) beim Standard-Herstellungsverfahren matt und haben lediglich einen leichten Materialglanz. |

### Erhaltungsgrade

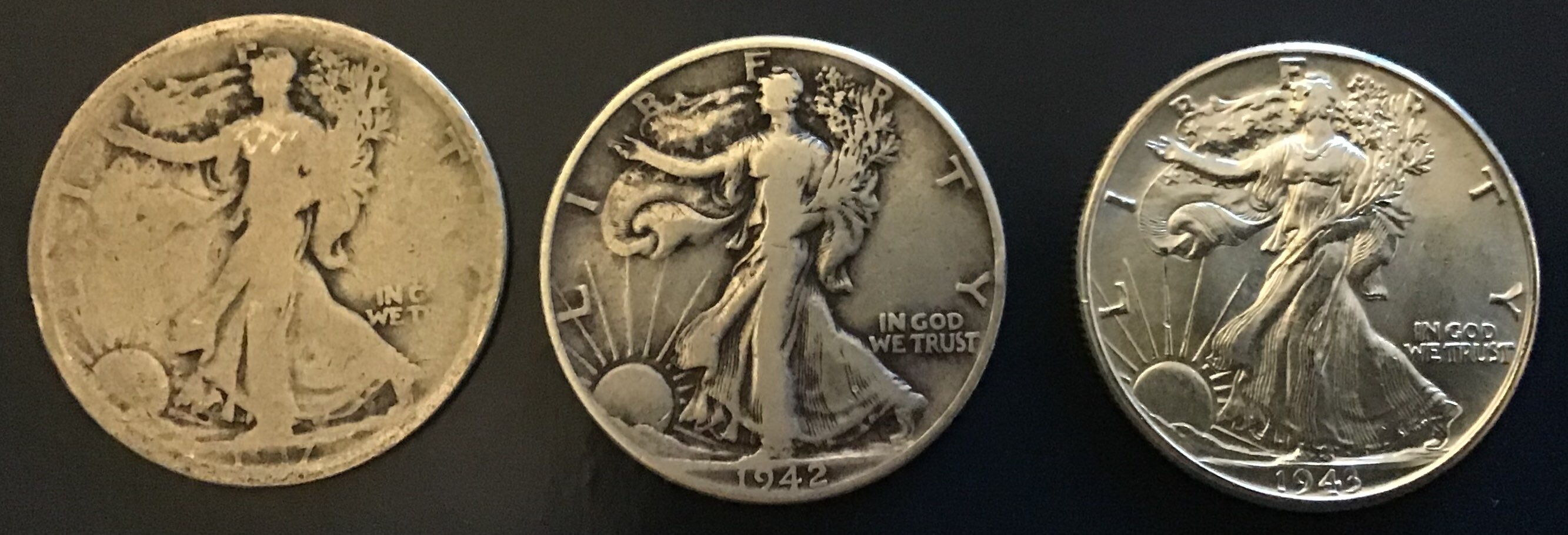
Unterschiedliche Erhaltungsgrade am Beispiel eines Walking Liberty Half Dollars. Von links nach rechts: gut, schön und fast unzirkuliert.

| Bezeichnung                     | Abkürzung             | Englisch / international    | Beschreibung |
| ------------------------------- | --------------------- | --------------------------- | --- |
| Handgehoben                     | hdg, hgh              | –                           | Eine nur in Österreich und der Slowakei gebräuchliche Qualitätsangabe, die sowohl Spiegel- als auch Stempelglanz entsprechen kann. In jedem Fall werden die Münzen gleich nach der Prägung einzeln verpackt, so dass Beschädigungen bei der Verarbeitung ausgeschlossen sind. |
| Stempelglanz                    | st, stgl.             | Brilliant uncirculated (BU) | Eine Münze ohne mit bloßem Auge sichtbaren Fehler. In der Praxis gibt es fast keine Münzen, die diesen Erhaltungszustand tatsächlich aufweisen, auch wenn sie so – auch von den Ausgabestellen – vermarktet werden. Meist haben Münzen, die angeblich Stempelglanz sind, nur die Qualität unzirkuliert, wenn sie auch häufig von besserer Qualität sind als gewöhnliche unzirkulierte Münzen. |
| Unzirkuliert                    | unz                   | Uncirculated (Unc)          | Münzen aus meist vollautomatischer Produktion, die noch nie im Umlauf waren. Aufgrund des Produktionsprozesses können die Münzen eine Vielzahl von Fehlern aufweisen, meist kleine Kratzer (aber auch größere Kratzer und Dellen sind möglich), da die Münzen typischerweise während der Produktion geschüttet werden (die Münzen fallen aus dem Münzprägeautomaten in Container). Auch können flächige Teile der Münzoberflächen teilweise oder ganz matt sein, da die Stempel im Laufe der Zeit verschleißen. |
| Prägefrisch                     | pfr                   | Mint state (MS).            | Synonym für Stempelglanz oder unzirkuliert. |
| Fast unzirkuliert               | -unz                  | Almost uncirculated (AU)    | Eine Münze, die geringfügige Kratzer und/oder kleine Bereibungsspuren auf erhöhten Stellen aufweist, welche entweder durch sehr kurzen Umlauf oder durch unsachgemäße Behandlung durch Sammler entstanden sind. |
| Bankfrisch                      | bfr.                  |                             | In der Regel Synonym für „fast unzirkuliert“ oder „vorzüglich“. Die Münze hat nicht mehr den Zustand wie zu dem Zeitpunkt, als sie aus der Prägemaschine kommt. Neue Münzen, die man bei der Bank bekommt, haben Spuren vom Transport, vom Rollieren, Fingerabdrücke der Schalterangestellten oder ähnliche Spuren. |
| Vorzüglich                      | vz, vzgl              | Extremely fine (XF, EF)     | Solche Münzen waren nur kurz im Umlauf. Der Prägeglanz ist nur noch in vertieften Stellen vorhanden und bei älteren Münzen ganz verschwunden. Es sind kleine Kratzer und minimale Abnutzungsspuren auf erhöhten Stellen vorhanden, aber sämtliche Prägedetails sind noch klar sichtbar. |
| Vorzüglich aus polierter Platte | vz aus PP, PP berührt | Impaired proof              | Es handelt sich hier um Münzen, die in der Herstellungsweise „polierte Platte“ gefertigt wurden, aber durch unsachgemäßes Berühren Kratzer oder Fettspuren aufweisen. Dies ist bei vielen Sammlern ein sehr unbeliebter Zustand und die Münzen haben dadurch meistens einen sehr viel geringeren Wert. Er ist meistens geringer als die Erhaltungsgrade „Stempelglanz“ und „unzirkuliert“ oder häufig sogar nur noch gleich dem Nominalwert oder dem Schmelzwert.                                               |
| Sehr schön                      | ss                    | Very fine (VF)              | Bei diesen Münzen sind die Umlaufspuren deutlich erkennbar. Die feineren Details sind teilweise abgenutzt, doch sind die mittleren Details noch klar sichtbar. |
| Schön                           | s                     | Fine (F)                    | Nach längerer Zirkulation ist hier ein Teil der Details verschwunden. Das Münzbild wirkt „stumpf“, doch sind alle Konturen und Inschriften noch vollständig erhalten. |
| Sehr gut, sehr gut erhalten     | sg, sge               | Very good (VG)              | Dieser Erhaltungsgrad wird im deutschen Sprachraum wenig verwendet, da die Erhaltungen unterhalb von „schön“ selten gesammelt und damit auch nicht sorgfältig unterschieden werden. Im internationalen (vor allem US-amerikanischen) Gebrauch bezieht sich dieser Grad auf Münzen, bei welchen trotz starker Abnutzung noch einige wenige Details sichtbar sind. |
| Gut, gut erhalten               | g, ge                 | Good (G)                    | Wie sehr gut, jedoch sind keine Details mehr sichtbar, bloß noch die Konturen. |
| Mäßig erhalten                  | –                     | Fair (FR)                   | Im deutschen Sprachraum unüblich; bezeichnet Münzen, deren Konturen nur noch teilweise sichtbar sind. |
| Gering erhalten                 | ge                    | Poor, Basal state (PO, BS)  | Im deutschen Sprachraum werden oft alle Münzen, die schlechter als „schön“ sind, so bezeichnet. Bei genauerer Abstufung gilt dieser Erhaltungsgrad für Münzen, welche praktisch ihr ganzes Münzbild verloren haben und kaum noch identifiziert werden können. |